# メンタルヘルス・マネジメント検定
メンタルヘルス・マネジメント検定（メンタルヘルス・マネジメントけんてい）とは、大阪商工会議所が実施する産業精神保健に関する検定である。I種・II種・III種の3つのコースがある。商工会議所法の範囲内により全国各地で実施されている検定試験。
メンタルヘルス・マネジメント検定において習得を目指すのは、精神科医などの医師や臨床心理士のような専門家に要求される高度な精神医学／臨床心理学的専門知識や心理療法・心理カウンセリングの臨床的技術ではなく、主に、精神疾患の予防に向けたメンタルヘルスに関する基礎的知識や、外部心理職専門家との連携の際に必要となる知識であり、学歴・年齢などの制限なく誰でも受験できるため、「産業カウンセラー」資格や「心理相談員」資格などのような基礎的・入門的検定として在職の一般的労働者の取得が多い。
2006年から検定が開始になり、2009年6月には法政面・指針・各種データの更新に合わせてテキストが一新された。また、I種では採点基準の修正が示されている。EMCAが行っているEAPメンタルヘルスカウンセラー資格については、「I種」もしくは「II種」の合格が登録条件の一つとして設定されている。

## 経緯
現代の社会生活では、労働における成果主義の激化などに伴いストレスを始めとした要因で精神が疲弊し、うつ病や適応障害などの精神疾患の発病、およびそれによる休職者・離職者が増加している。そのため企業・事業所において、心理カウンセリング体制整備などのメンタルヘルス対策への取り組みが年々増加している。
こうした中で大阪商工会議所は2006年度より、心の不調の未然防止と活力ある職場づくりを目指すため、職場内での役割に応じた知識や対処方法の習得の程度を検定する「メンタルヘルス・マネジメント検定」を実施している。
2021年には、ユーキャンの「新型コロナウイルスの感染拡大に伴う社会の変化の中、今度取得すべきだと思う資格」調べで1位になった。

## コース
- I種(マスターコース 対象：人事労務管理スタッフ、経営幹部)
  - 自社の人事戦略・方針を踏まえたうえでメンタルヘルス計画、産業保健スタッフや他の専門機関との連携、社員への教育・研修等に関する企画・立案・実施ができる。
- II種(ラインケアコース 対象：管理監督者(管理職))
  - 部下が不調に陥らないように普段から配慮するとともに、部下に不調が見受けられた場合には安全配慮義務に則った対応を行うことができる。
- III種(セルフケアコース 対象：一般社員・新入社員)
  - 自らのストレスの状況・状態を把握することにより、不調に早期に気付き、自らセルフケアを行い必要であれば助けを求めることができる。

なお、コース区分は受験者の社内での担当部門等にあわせたものであり、難易度による等級ではないが、出題範囲を比較すると、I種は9分野から、II種は7分野から、III種は5分野から出題されており、等級の数字が小さいほど出題範囲が広く、また、出題方式を比較すると、II種とIII種はマークシート方式のみなのに対し、I種ではマークシート方式に加えて論述式試験が課され、その合格率も10%台であり他の等級に比べて著しく低いなど、事実上、難易度による等級分けがなされている。

## 試験実施内容等
- 受験資格：3つのコースとも学歴・年齢・性別・国籍に制限はない。
- I種(マスターコース)
  - 問題構成　マークシート方式：2時間　論述式：1時間
  - 配点　マークシート方式：100点　論述式：50点
  - 合格基準　マークシート方式、論述式の得点の合計が105点以上の得点。但し、論述式の得点が25点以上であること。
- II種(ラインケアコース)　
  - 問題構成　マークシート方式：2時間　
  - 配点　マークシート方式：100点　
  - 合格基準　70点以上の得点。
- III種(セルフケアコース)
  - 問題構成　マークシート方式：2時間　
  - 配点　マークシート方式：100点　
  - 合格基準　70点以上の得点。
- 試験はI種では年1回の例年10月もしくは11月。II種とIII種は年2回で例年3月と10月に実施される。
- 一般試験の「公開試験」と、企業・団体が原則10人以上で受験申し込みがあった場合に企業・団体が指定する日時・場所で行われる「団体特別試験」(II種とIII種に限る)がある。
- ※第28回はコロナウィルス蔓延防止により、開催が中止となった。

## I種合格者フォーラム
I種合格者を対象にした大阪商工会議所の登録制サービス。登録者にはメンタルヘルスに関する情報を記載したメールマガジンを年4回程度送信する他、メンタルヘルス関連のセミナーや交流会が開催される。

## 公式テキスト
- 大阪商工会議所 編 「メンタルヘルス・マネジメント検定試験公式テキスト I種 マスターコース」 中央経済社 ISBN 4-502-42260-6
- 大阪商工会議所 編 「メンタルヘルス・マネジメント検定試験公式テキスト II種 ラインケアコース」 中央経済社 ISBN 4-502-42270-3
- 大阪商工会議所 編 「メンタルヘルス・マネジメント検定試験公式テキスト III種 セルフケアコース」 中央経済社 ISBN 4-502-42280-0

### テキスト編集委員会
委員長
- 川上憲人（東京大学大学院医学研究科精神保健学分野 教授）

委員
- 高橋修（浜松学院大学現代コミュニケーション学部 准教授）
- 田中克俊（北里大学大学院医療系研究科産業精神保健学 教授）
- 長見まき子（関西福祉科学大学健康福祉学部 准教授）
- 秦周平（弁護士法人第一法律事務所 弁護士）
- 廣尚典（産業医科大学産業生態科学研究所精神保健学 准教授）
- 藤井英行（株式会社ユニオン管理部総務部 次長）
- 松本桂樹（株式会社ジャパンEAPシステムズ 執行役員・EAP事業本部長）

## 試験結果
| 実施回            | 区分  | 申込者 (人) | 受験者 (人) | 合格者 (人) | 合格率 (%) |
| ----------------- | ----- | ----------- | ----------- | ----------- | ---------- |
| 第3回 2007年10月  | I種   | 1,191       | 1,049       | 154         | 14.7       |
| 第3回 2007年10月  | II種  | 2,601       | 2,328       | 1,448       | 62.2       |
| 第3回 2007年10月  | III種 | 1,175       | 1,035       | 639         | 61.7       |
| 第4回 2008年3月   | I種   | -           | -           | -           | -          |
| 第4回 2008年3月   | II種  | 3,471       | 3,094       | 1,793       | 58.0       |
| 第4回 2008年3月   | III種 | 1,740       | 1,503       | 964         | 64.1       |
| 第5回 2008年10月  | I種   | 1,347       | 1,177       | 131         | 11.1       |
| 第5回 2008年10月  | II種  | 3,411       | 3,090       | 2,169       | 70.2       |
| 第5回 2008年10月  | III種 | 1,581       | 1,419       | 1,240       | 87.4       |
| 第6回 2009年3月   | I種   | -           | -           | -           | -          |
| 第6回 2009年3月   | II種  | 4,119       | 3,713       | 3,032       | 81.7       |
| 第6回 2009年3月   | III種 | 1,921       | 1,680       | 1,295       | 77.1       |
| 第7回 2009年11月  | I種   | 1,579       | 1,342       | 175         | 13.0       |
| 第7回 2009年11月  | II種  | 3,818       | 3,477       | 2,890       | 83.1       |
| 第7回 2009年11月  | III種 | 2,115       | 1,906       | 1,605       | 84.2       |
| 第8回 2010年3月   | I種   | -           | -           | -           | -          |
| 第8回 2010年3月   | II種  | 4,714       | 4,267       | 3,438       | 80.6       |
| 第8回 2010年3月   | III種 | 2,536       | 2,242       | 1,988       | 88.7       |
| 第9回 2010年11月  | I種   | 1,826       | 1,551       | 167         | 10.8       |
| 第9回 2010年11月  | II種  | 6,088       | 5,628       | 2,714       | 48.2       |
| 第9回 2010年11月  | III種 | 3,234       | 2,973       | 2,581       | 86.8       |
| 第10回 2011年3月  | I種   | -           | -           | -           | -          |
| 第10回 2011年3月  | II種  | 6,861       | 5,164       | 3,132       | 60.7       |
| 第10回 2011年3月  | III種 | 3,195       | 2,335       | 1,949       | 83.5       |
| 第11回 2011年11月 | I種   | 1,761       | 1,485       | 191         | 12.9       |
| 第11回 2011年11月 | II種  | 6,432       | 5,908       | 2,378       | 40.3       |
| 第11回 2011年11月 | III種 | 3,221       | 2,921       | 2,294       | 78.5       |
| 第12回 2012年3月  | I種   | -           | -           | -           | -          |
| 第12回 2012年3月  | II種  | 6,757       | 6,026       | 4,105       | 68.1       |
| 第12回 2012年3月  | III種 | 3,446       | 3,085       | 2,222       | 72.0       |
| 第13回 2012年11月 | I種   | 1,750       | 1,441       | 238         | 16.5       |
| 第13回 2012年11月 | II種  | 6,462       | 5,855       | 3,189       | 54.5       |
| 第13回 2012年11月 | III種 | 3,539       | 3,202       | 2,664       | 83.2       |
| 第14回 2013年3月  | I種   | -           | -           | -           | -          |
| 第14回 2013年3月  | II種  | 7,516       | 6,675       | 3,754       | 56.2       |
| 第14回 2013年3月  | III種 | 4,168       | 3,730       | 3,004       | 80.5       |
| 第15回 2013年11月 | I種   | 1,750       | 1,419       | 246         | 17.3       |
| 第15回 2013年11月 | II種  | 6,245       | 5,622       | 3,080       | 54.8       |
| 第15回 2013年11月 | III種 | 3,287       | 2,983       | 2,061       | 69.1       |
| 第16回 2014年3月  | I種   | -           | -           | -           | -          |
| 第16回 2014年3月  | II種  | 7,815       | 6,889       | 2,418       | 35.1       |
| 第16回 2014年3月  | III種 | 4,157       | 3,698       | 2,625       | 71.0       |
| 第17回 2014年11月 | I種   | 1,838       | 1,482       | 279         | 18.8       |
| 第17回 2014年11月 | II種  | 7,857       | 7,043       | 3,921       | 55.7       |
| 第17回 2014年11月 | III種 | 3,880       | 3,530       | 2,938       | 83.2       |
| 第18回 2015年3月  | I種   | -           | -           | -           | -          |
| 第18回 2015年3月  | II種  | 8,824       | 7,760       | 4,126       | 53.2       |
| 第18回 2015年3月  | III種 | 4,371       | 3,889       | 3,118       | 80.0       |
| 第19回 2015年11月 | I種   | 2,023       | 1,586       | 185         | 11.7       |
| 第19回 2015年11月 | II種  | 8,560       | 7,620       | 3,711       | 48.7       |
| 第19回 2015年11月 | III種 | 4,510       | 4,081       | 3,200       | 78.4       |

| 実施回            | 区分  | 申込者 (人) | 受験者 (人) | 合格者 (人) | 合格率 (%) |
| ----------------- | ----- | ----------- | ----------- | ----------- | ---------- |
| 第20回 2016年3月  | I種   | -           | -           | -           | -          |
| 第20回 2016年3月  | II種  | 10,514      | 9,165       | 5,003       | 54.6       |
| 第20回 2016年3月  | III種 | 4,925       | 4,408       | 3,627       | 82.3       |
| 第21回 2016年11月 | I種   | 2,017       | 1,610       | 296         | 18.4       |
| 第21回 2016年11月 | II種  | 10,720      | 9,601       | 4,733       | 49.3       |
| 第21回 2016年11月 | III種 | 4,952       | 4,473       | 3,495       | 78.1       |
| 第22回 2017年3月  | I種   | -           | -           | -           | -          |
| 第22回 2017年3月  | II種  | 11,001      | 9,607       | 6,521       | 67.9       |
| 第22回 2017年3月  | III種 | 4,843       | 4,209       | 3,367       | 80.0       |
| 第23回 2017年11月 | I種   | 2,062       | 1,634       | 306         | 18.7       |
| 第23回 2017年11月 | II種  | 9,576       | 8,481       | 4,333       | 51.1       |
| 第23回 2017年11月 | III種 | 4,381       | 3,944       | 2,986       | 75.7       |
| 第24回 2018年3月  | I種   | -           | -           | -           | -          |
| 第24回 2018年3月  | II種  | 10,871      | 9,430       | 7,236       | 76.7       |
| 第24回 2018年3月  | III種 | 4,953       | 4,352       | 3,350       | 77.0       |
| 第25回 2018年11月 | I種   | 2,077       | 1,642       | 332         | 20.2       |
| 第25回 2018年11月 | II種  | 10,104      | 8,937       | 5,816       | 65.1       |
| 第25回 2018年11月 | III種 | 5,055       | 4,528       | 3,870       | 85.5       |
| 第26回 2019年3月  | I種   | -           | -           | -           | -          |
| 第26回 2019年3月  | II種  | 11,663      | 10,227      | 4,980       | 48.7       |
| 第26回 2019年3月  | III種 | 5,173       | 4,595       | 3,663       | 79.7       |
| 第27回 2019年11月 | I種   | 2,027       | 1,620       | 252         | 15.6       |
| 第27回 2019年11月 | II種  | 11,088      | 9,936       | 4,302       | 43.3       |
| 第27回 2019年11月 | III種 | 5,814       | 5,248       | 3,501       | 66.7       |
| 第28回 2020年3月  | I種   | -           | -           | -           | -          |
| 第28回 2020年3月  | II種  | 12,343      | 中止        | -           | -          |
| 第28回 2020年3月  | III種 | 5,982       | 中止        | -           | -          |
| 第29回 2020年11月 | I種   | 1,571       | 1,276       | 272         | 21.3       |
| 第29回 2020年11月 | II種  | 11,294      | 10,343      | 5,840       | 56.5       |
| 第29回 2020年11月 | III種 | 5,516       | 5,046       | 4,361       | 86.4       |
| 第30回 2021年3月  | I種   | -           | -           | -           | -          |
| 第30回 2021年3月  | II種  | 12,113      | 10,686      | 7,285       | 68.2       |
| 第30回 2021年3月  | III種 | 5,661       | 5,051       | 4,135       | 81.9       |
| 第31回 2021年11月 | I種   | 1,866       | 1,521       | 301         | 19.8       |
| 第31回 2021年11月 | II種  | 11,046      | 10,053      | 4,664       | 46.4       |
| 第31回 2021年11月 | III種 | 5,849       | 5,371       | 3,824       | 71.2       |
| 第32回 2022年3月  | I種   | -           | -           | -           | -          |
| 第32回 2022年3月  | II種  | 12,663      | 11,128      | 7,763       | 69.8       |
| 第32回 2022年3月  | III種 | 5,402       | 4,849       | 3,121       | 64.4       |
| 第33回 2022年11月 | I種   | 2,000       | 1,628       | 287         | 17.6       |
| 第33回 2022年11月 | II種  | 12,175      | 10,998      | 6,401       | 58.2       |
| 第33回 2022年11月 | III種 | 6,002       | 5,458       | 3,787       | 69.4       |
| 第34回 2023年3月  | I種   | -           | -           | -           | -          |
| 第34回 2023年3月  | II種  | 13,340      | 11,918      | 6,444       | 54.1       |
| 第34回 2023年3月  | III種 | 5,600       | 5,035       | 3,995       | 79.3       |